# Euphorbia stracheyi
Euphorbia stracheyi är en törelväxtart som beskrevs av Pierre Edmond Boissier. Euphorbia stracheyi ingår i släktet törlar, och familjen törelväxter. Inga underarter finns listade i Catalogue of Life.

## Bildgalleri

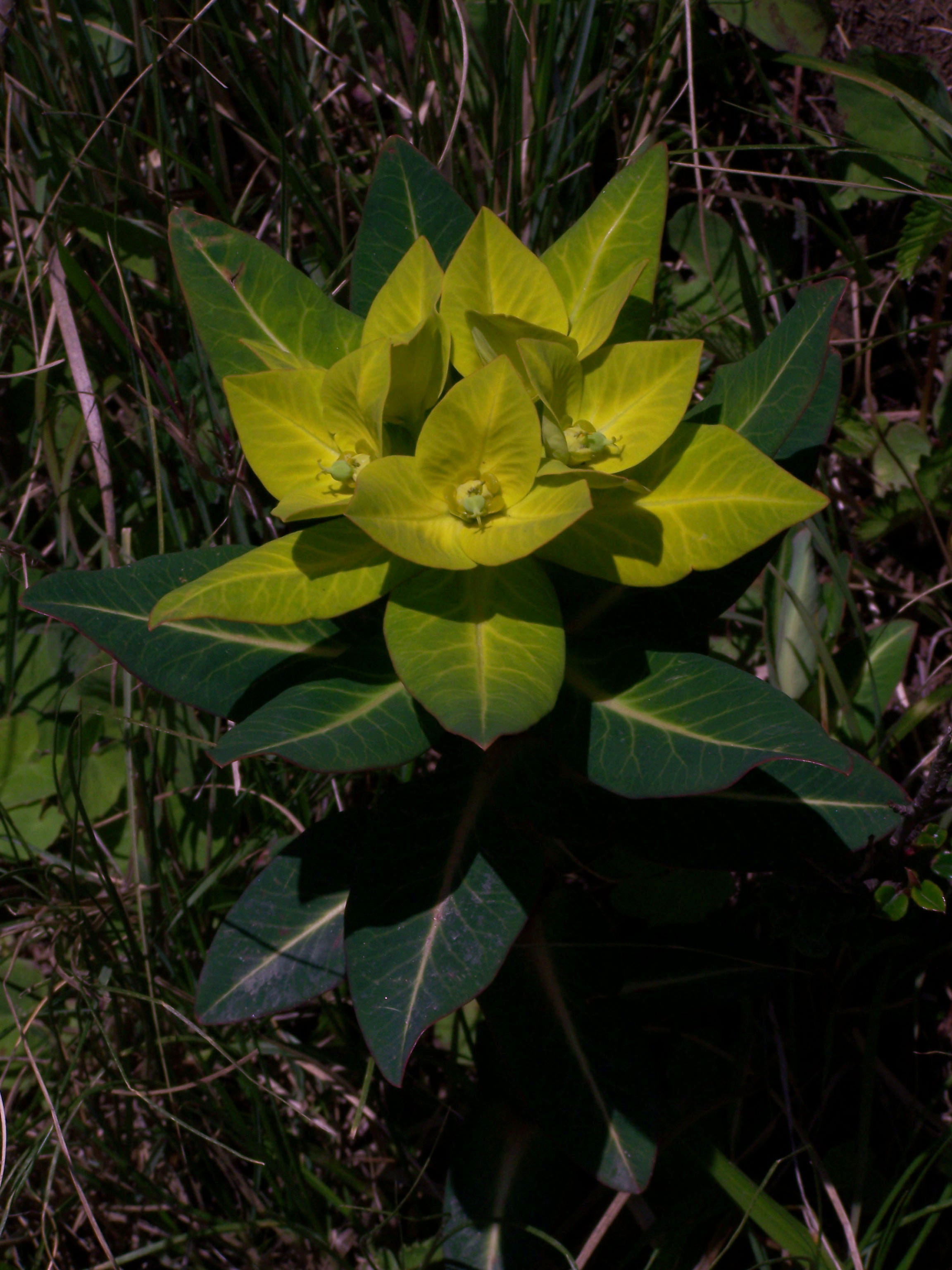